# K1010 (Internetportal)
K1010 war ein im April 2000 in Reutlingen gegründetes Online-Spieleportal mit Casual Games. Es wurde im März 2010 relauncht und bot verschiedene Online-Spiele, Gewinnspiele, sowie Community-Funktionen wie Chat und kleine Entertainment-Elemente wie z. B. Horoskope an. Das Angebot an Spiele-Formaten reichte von Wortspielen und Rätseln über Karten- bis hin zu Action- und Kneipenspielen und konnte durch Zahlen eines Mitgliedsbeitrages genutzt werden. Die Spieler konnten jeden Monat durch Verlosungen Sachpreise gewinnen.
Im Oktober 2014 wurde auch das Angebot von K1010.de abgeschaltet, u. a. weil der zuständige Redakteur in den Ruhestand ging. Die Spiele wurden danach in das Angebot des Berliner Anbieters Spielmit.de integriert, die Webseite von K1010.de leitet derzeit (Stand: März 2015) mit einem Abschiedsgruß auf die neue Seite weiter.
Von April 2004 bis Oktober 2006 war K1010 auch ein interaktiver TV-Sender (siehe dazu K1010 (Fernsehsender)).

## Geschichte
K1010 ging aus der von Thorsten Rauser im Jahre 1989 in Reutlingen gegründeten Firma COMAD Computer Advertisement hervor, die später in Rauser Advertainment umbenannt wurde. Anfangs entwickelte die Firma, deren Mitarbeiter weltweit tätig waren, Werbespiele für Firmen. Im Unternehmen arbeiteten zwischen 70 und 150 Personen an der Verbindung von Fernsehen und Internet. Im April 2000 wurde schließlich das Spiele-Portal K1010 als zu der Zeit "neue Mischung aus interaktivem Spiel und Multimedia-Unterhaltung" und somit "erste[m] Internet-Channel mit interaktiven Gameshows" gestartet und hat mit täglich wechselnden Gameshows schnellen Animationen und neuartigen Werbeformen ("E-Mercials", siehe unten) einen Meilenstein in der Unterhaltungssparte im Internet gesetzt. Bei der Entwicklung der Online-Spiele orientierte sich die Webseite an Fernsehformaten. So finden die Besucher der Seite Fullscreen-Gameshows wie "Klick Dich zum Glück", die an die Fernsehshow "Glücksrad" erinnert oder auch Quiz-Spiele wie "The Smiley Show", die Sendungen wie "Wer wird Millionär?" oder "Das Quiz mit Jörg Pilawa" ähneln. Auch in Sachen Werbung schlug Rauser Advertainment einen neuen Weg ein. Ähnlich wie im Fernsehen wurden die Spiele von kurzen, im Vollbildmodus ausgestrahlten Werbefilmen ("E-Mercials") unterbrochen. Bei bestimmten Quiz-Spielen konnten bei richtiger Beantwortung der Fragen Lose erspielt werden, mit denen jeden Tag etwas gewonnen werden konnte. Ein Tageshoroskop, ein regionaler Wetterbericht und Fernseh-Tipps sowie Kochrezepte ergänzten das Angebot. Im Dezember 2000 wurde Rauser Advertainment in K1010 umbenannt. Ein Jahr später expandierte die Firma in die USA und gehörte dort nach nur drei Monaten zu der drittbesten unabhängigen Games-Site (Quelle: PC Data, 03/2001).
K1010 war ursprünglich ein werbefinanziertes, für Benutzer kostenloses Spieleportal im Internet. Das Finanzierungskonzept scheiterte jedoch, und K1010 wurde im Juni 2001 mit der Übernahme durch die Berliner UV interactive Services GmbH aus der Insolvenz gerettet. Das Unternehmen war seitdem werbefrei und finanzierte sich über einen Mitgliedsbeitrag. Im Januar 2002 verfügte K1010 bereits über 270.000 registrierte Spieler. Zwischenzeitlich wurde ein TV-Sender mit gleichem Namen betrieben, welcher jedoch 2006 seinen Betrieb einstellte. Während dieser Zeit blieb das Onlineportal weiterhin aktiv und wurde schließlich im März 2010 relauncht. Es wurde das Layout der Seite erneuert und zusätzliche Spiele hinzugefügt. Außerdem gab es eine Expansion des Unternehmens in Richtung Facebook, wo K1010 vereinfachte Versionen seiner Spiele als Minispiele kostenlos online und auch zum Download zur Verfügung stellte.

## Konzept
Die Spiele waren in Adobe Flash programmiert und im Vollbildmodus und online über einen beliebigen Browser zugänglich, sind vertont und enthielten keine Werbung. Teils täglich (wie z. B. Kreuzworträtsel oder KlickDichZumGlück), teils wöchentlich (z. B. Alice´s Wonderland) kamen neue Rätsel, Level oder Quizfragen hinzu. Die besten Spieler konnten sich in Highscore-Listen mit anderen vergleichen. Wenn die User ein Spiel richtig gelöst hatten oder zu den Besten gehörten, konnten sie virtuelle Lose erhalten, mit denen sie an Verlosungen teilnahmen. Die Gewinner der monatlichen Verlosungen konnten sich ihren Gewinn aus dem Angebot an Sachpreisen auf dem Portal selbst aussuchen. Das Portal enthielt auch ein Tageshoroskop und bot die Möglichkeit, sich auf der 'Pinnwand' anderen Spielern vorzustellen oder ihnen Nachrichten zu schicken.